# Kai van Westering
Kai van Westering Palacios (San Sebastián, 11 oktober 2003) is een Nederlands-Amerikaanse zwemmer.

## Carrière
Kai van Westering groeide op in Frankrijk en studeerde aan de Universiteit van Indiana. Sinds 2023 maakte hij deel uit van het Nederlandse zwemteam. Bij de Europese Kampioenschappen onder 23 behaalde Van Westering namens Nederland een gouden plak op de 200 meter rugslag.
Van Westering maakte zijn debuut bij het WK zwemmen 2024 in Doha. Hierbij wist hij zich te kwalificeren voor de Olympische Zomerspelen 2024 voor de 200 meter rugslag. Bij de Spelen kwam hij voor de 100 meter rugslag niet verder dan de heats. Ook kwam Van Westering te kort voor de halve finales van de 200 meter rugslag.